# Elhad Nəziri
Elhad Nəziri (Baku, 29 dicembre 1992) è un allenatore di calcio ed ex calciatore azero, di ruolo difensore.

## Carriera

### Club
Inizia la carriera nel Milsami Orhei, militante nel campionato moldavo, trasferendosi quindi nella squadra rumena del Petrolul Ploiești.

### Nazionale
Ha esordito con la Nazionale azera il 14 novembre 2012 in occasione della partita di qualificazione ai Mondiali 2014 pareggiata per 1-1 in casa dell'Irlanda del Nord.